# Patrick Tischler
Patrick Tischler (* 20. Februar 1987 in Hainburg an der Donau) ist ein österreichischer Fußballtorwart, der beim FC Admira Wacker Mödling in der österreichischen Bundesliga unter Vertrag steht.

## Karriere

### Karrierebeginn in Höflein
Seine aktive Karriere als Fußballtorwart begann Tischler als Neunjähriger im September 1996 bei seinem Heimatverein, dem unterklassig spielenden Höflein SC. Nach rund drei Jahren im Nachwuchs wechselte der junge Torwart zum Kooperationsverein ASK Bruck/Leitha in die Bezirkshauptstadt Bruck an der Leitha, wo er schließlich als Kooperationsspieler bis zum Sommer 2001 zu seinen Jugendeinsätzen kam. Gleich nach der Rückkehr in die kleine niederösterreichische Gemeinde Höflein wechselte der junge Tischler ein weiteres Mal auf Kooperationsbasis den Verein und schloss sich der Jugendabteilung des damaligen VfB Admira Wacker Mödling an. Im Laufe seiner Zeit beim Mödlinger Fußballklub erspielte er sich in diversen Jugendmannschaften an der vereinseigenen Akademie gleich zwei Meistertitel. Unter anderem gewann er zur Saison 2001/02 als gerade einmal 14-Jähriger mit der U-17-Mannschaft in der von Toto gesponserten U-17-Jugendliga den hart umkämpften Meistertitel. In der darauffolgenden Saison schaffte er es als 15-Jähriger mit der U-19-Akademiemannschaft ein weiteres Mal einen Meistertitel zu gewinnen.

### Erste Schritte im Erwachsenenfußball
Nach einigen recht erfolgreichen Spielzeiten in den Jugendmannschaften der VfB Admira Wacker Mödling endete Tischlers Kooperationszeit mit den beiden Vereinen im Jahre 2005. Schon in der Vorsaison, der Spielzeit 2004/05, durfte der junge Torwart sein Talent bei den Amateuren der Admira in der drittklassigen Regionalliga Ost unter Beweis stellen, wo er in den letzten beiden Runden über die volle Spieldauer das Tor der Amateure hütete. Sein Mannschaftsdebüt gab Tischler am 3. Juni 2005 bei einer 0:2-Niederlage gegen den Wiener Sportklub, bei seinem zweiten Einsatz am 10. Juni 2005 gewann sein Team auswärts gegen den schwachen SV Rohrbach mit 5:0. Nach dieser nur recht kurzen Zeit bei den Amateuren der Admira wechselte Tischler in der Sommerpause vor der Saison 2005/06 in die niederösterreichischer Landesliga zum ASK Schwadorf. Gleich in seiner ersten Saison beim neuen Verein erreichte Tischler mit der Mannschaft den Meistertitel und hatte am Saisonende sogar 13 Punkte Vorsprung auf Verfolger SV Horn.
Nach dem Aufstieg in die Regionalliga Ost erkämpfte sich die Mannschaft in der Folgesaison 2006/07, vor allem durch die finanzielle Unterstützung des Präsidenten Richard Trenkwalder, auch den Regionalligameistertitel und stieg so in die Erste Liga, die zweithöchste Spielklasse im österreichischen Fußball, auf. Über die gesamte Saison hinweg war Tischler in lediglich zwei Regionalligapartien für den ASK Schwadorf im Einsatz und verbrachte seine Zeit vorwiegend bei den Amateuren in der Fünftklassigkeit. In der Saison 2007/08 kam der junge Torwart bis zur Winterpause hinter dem eigentlichen 1er-Torwart der Schwadorf-Amateure, Thomas Cech, lediglich als Ersatztorhüter zu einigen wenigen Einsätzen in der fünftklassigen 2. Landesliga Ost. Zudem stand er als zweiter bzw. dritter Torwart auch im Profikader, kam aber zu keinem Einsatz, da Schwadorfs Nummer 1, Thomas Mandl, alle 33 Erste-Liga-Partien über die volle Matchdauer durchspielte.
Nach dem sportlichen wie auch finanziellen Abstieg der Admira begann Richard Trenkwalder sein Engagement beim Verein aus Mödling. Unter seiner Tätigkeit folgte für Tischlers Verein plötzlich eine grunderneuernde Umstrukturierung. Vor der Spielzeit 2008/09 wurde dabei der ASK Schwadorf in FC Trenkwalder Admira umbenannt und gleichzeitig der Vereinssitz von Schwadorf nach Mödling verlegt, um die Vereinsakademie, in der auch Tischler jahrelang ausgebildet wurde, zu erhalten. Die im rechtlichen Sinne eigentliche Admira, die in der Zwischenzeit in die Regionalliga Ost abgestiegen war, wurde schließlich in FC Trenkwalder Admira Kampfmannschaft II umbenannt und diente fortan nur mehr als Reserveteam des nunmehrigen Profiteams.

### Rückkehr zur Admira

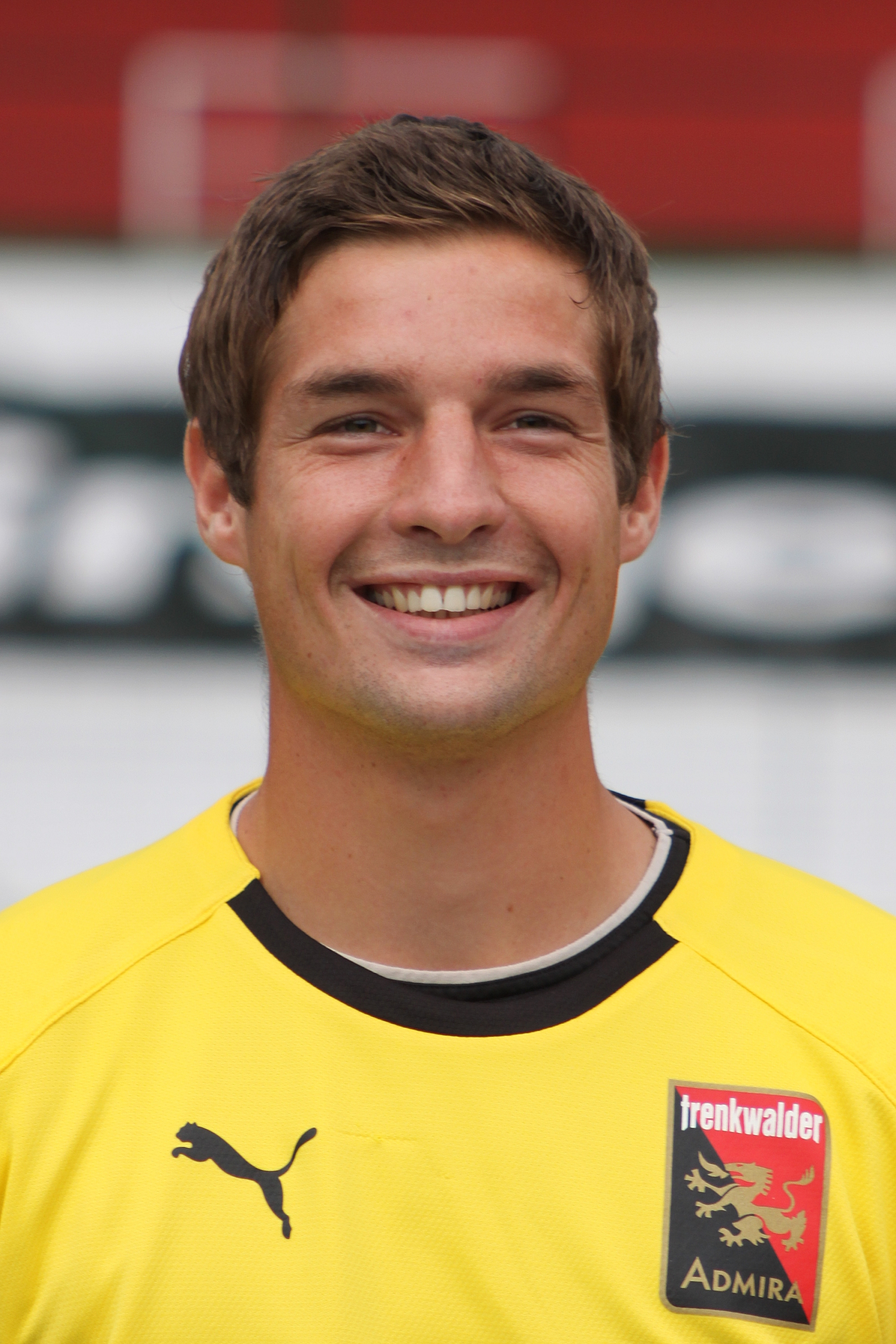
Patrick Tischler als Admira-Torwart im September 2009

Zuvor kehrte Tischler noch in der Winterpause der Saison 2007/08 zurück zu seinem Ausbildungsverein und kam für diesen bis zum Saisonende zu zwölf Einsätzen in der Regionalliga Ost. Über etwaige, jedoch eher unwahrscheinliche Einsätze Tischlers bei der zweiten Kampfmannschaft, die zu diesem Zeitpunkt als Zwangsabsteiger in der 2. Landesliga Ost spielte, ist nichts bekannt. In der Saison 2008/09 stand Tischler zwar auch im Kader des Profiteams, kam aber vorwiegend für die nun in der Regionalliga Ost spielenden Amateure zum Einsatz, für die er in 21 Spielen das Tor hütete und in den restlichen Partien dem jüngeren Thomas Weindl den Vortritt lassen musste, damit auch dieser an Erfahrung im Erwachsenenfußball sammeln konnte. Die Mannschaft erreichte am Saisonende mit dem achten Rang exakt den Platz in der Tabellenmitte.
Nachdem er auch in der Folgesaison 2009/10 sowohl im Profi- als auch Amateurkader stand, gab der mittlerweile 23-jährige am 30. April 2010 sein Profidebüt. Beim 2:1-Heimsieg über die Amateure des FK Austria Wien wurde Tischler in der 56. Spielminute für den Stürmer Günter Friesenbichler eingesetzt, nachdem der eigentliche 2er-Torwart Simon Manzoni, der an diesem Abend den Ersatz von Thomas Mandl darstellte, mit der roten Karte des Platzes verwiesen wurde. In der 74. Minute musste Tischler den Gegentreffer zum 2:1 hinnehmen. Weitere Einsätze, diesmal jedoch über die volle Spieldauer, folgten in den beiden darauffolgenden Runden, ehe er in den drei letzten Runden der Saison wieder durch Manzoni ersetzt wurde. Tischler gewann mit der Mannschaft zwar alle seine drei Profispiele, musste aber dennoch insgesamt gleich vier Gegentreffer hinnehmen. Am Meisterschaftsende schaffte die Mannschaft nur knapp nicht den Aufstieg in die österreichische Bundesliga und musste sich mit zwei Punkten Rückstand auf den FC Wacker Innsbruck mit dem Vizemeistertitel zufriedengeben. Bei den Amateuren kam Tischler in dieser Saison auf 18 Auftritten und war dabei einer von fünf Torwarten, die in dieser Saison beim Regionalligateam zum Einsatz kamen und insgesamt einer von acht Torwarten, die in dieser Saison im Kader der Regionalligamannschaft stand.
Nach dem neuerlichen Aufschwung der Admira steht Tischler in der Saison 2010/11 ausschließlich als Ersatztorwart im Kaders des Profiteams, blieb aber bis dato (28. August 2010) ohne einen Meisterschaftseinsatz. Nachdem die Admira Amateure bereits in der Vorsaison eine sehr junge Mannschaft darstellte, wurde in der Saison 2010/11 eine weitere Verjüngung des Teams durchgeführt, in der auch Tischler mit seinen gerade einmal 23 Jahren weichen musste.

### Einberufung in die U-17-Nationalmannschaft
Während seiner Zeit an der vereinseigenen Akademie des damaligen VfB Admira Wacker Mödling wurde Tischler in die österreichische U-17-Nationalmannschaft einberufen.

## Erfolge
- 1× U-17-Meister in der Akademie
- 1× U-19-Meister in der Akademie
- 1× Niederösterreichischer Landesligameister: 2005/06 (mit dem ASK Schwadorf)
- 1× Regionalliga-Ost-Meister: 2006/07 (mit dem ASK Schwadorf)
- 1× Vizemeister der Regionalliga Ost: 2009/10
- 1× Vizemeister der Ersten Liga: 2009/10